# Bette Midler
Bethany Ann Midler (Honolulu, 1 de diciembre de 1945), más conocida como Bette Midler, es una actriz, cantante, comediante y productora estadounidense. 
Inició su carrera artística actuando en teatros pequeños de Nueva York antes de debutar en Broadway con obras como El violinista en el tejado y Salvación en la década de los 60's. En la década de los años 1970 logró prominencia al presentarse regularmente en el Continental Baths, una popular sauna gay en donde forjó sus orígenes artísticos. Desde 1967 ha lanzado 14 álbumes de estudio como solista que han incluido varios de sus éxitos más conocidos, entre ellos: «Do You Wanna Dance?» de 1972, «Boogie Woogie Bugle Boy» de 1973, «The Rose» de 1979, «Wind Beneath My Wings» de 1989, «From a Distance» de 1990 y «To Deserve You» de 1995. En 2008, firmó un contrato con el hotel Caesars Palace en Las Vegas para la realización del espectáculo The Showgirl Must Go On, concluido en 2010.
Realizó su debut en el cine con La rosa de 1979, una cinta dramática que le otorgó su primera candidatura al premio Óscar. En los años siguientes protagonizó películas como Big Business de 1988, Eternamente amigas de 1988, Hocus Pocus de 1993, The First Wives Club de 1996, That Old Feeling (en español titulada Ese loco sentimiento) de 1997 y The Stepford Wives de 2004. Por su rol en la cinta For the Boys de 1991 recibió una segunda candidatura al Óscar. En una carrera de más de medio siglo, Midler se ha hecho con muchos de los premios más importantes de la industria del entretenimiento, entre ellos: tres premios Grammy, cuatro Globos de Oro, tres premios Emmy y dos premios Tony. Ha vendido más de 30 millones de discos y ha recibido diversas certificaciones de oro, platino y multiplatino en el mundo.
Protagonizó en Broadway una nueva adaptación del musical Hello, Dolly!, el cual inició el 20 de abril de 2017. Su rol en la obra marcó su primer protagónico en el circuito y su segundo premio Tony como mejor actriz en un musical.
En 2019, en la ceremonia de los Premios Óscar realizó una interpretación de "The Place Where Lost Things Go" de la película Mary Poppins Returns.
Actualmente ha trabajado en la serie de Ryan Murphy The Politician junto a Ben Platt, Gwyneth Paltrow, Jessica Lange y Judith Light entre otros. En 2020 participará en la segunda temporada de esta serie.

## Biografía

### 1945-1971: orígenes e inicios artísticos
Bette Midler nació en Honolulu, Hawái, donde pasó su niñez. Sus padres se mudaron de Paterson, Nueva Jersey a la isla antes de su nacimiento y la suya era una de pocas familias judías viviendo en un vecindario de pobladores de origen asiático. Su madre, Ruth Schindel, era costurera y ama de casa y su padre, Fred Midler, trabajaba en la base naval en Hawái. Fue llamada Bette en honor a Bette Davis, ya que su madre era una gran fan del cine, llamando a sus tres hijas con los nombres de las grandes estrellas de Hollywood del momento. Hasta los trece años no tenía permiso para ver la televisión, siendo su educación muy estricta. Su hermano menor padecía de una discapacidad mental, de forma que sus padres debían prestarle atención continua, lo que probablemente influyó para que Midler comenzase a actuar, cantar y representar situaciones cómicas en la casa, con el fin de hacerse notar ante sus padres, y sentando con ello las bases de su futura carrera.
En el verano de 1965, Midler se trasladó a Nueva York, usando el dinero que le pagaron por haber trabajado como extra en una película llamada Hawaii. En ese año trabajó en dos obras de teatro: Miss Nefertiti Regrets y Cinderella Revisited. De 1966 a 1969 interpretó el papel de Tzeitel en la producción teatral El violinista en el tejado, con la que realizó primero una gira nacional y luego se presentó en Broadway.
A comienzos de la década de 1970, Midler fue contratada para actuar en el Continental Baths, un sauna de la ciudad de Nueva York. Su éxito fue tal, que desde ese entonces se la conoce con el apodo de "The Divine Miss M" ("La Divina Miss M"). Luego actuó en otros sitios, como clubes nocturnos y cafeterías.

### 1972-1976:The Divine Miss M,Bette MidlerySongs for the New Depression

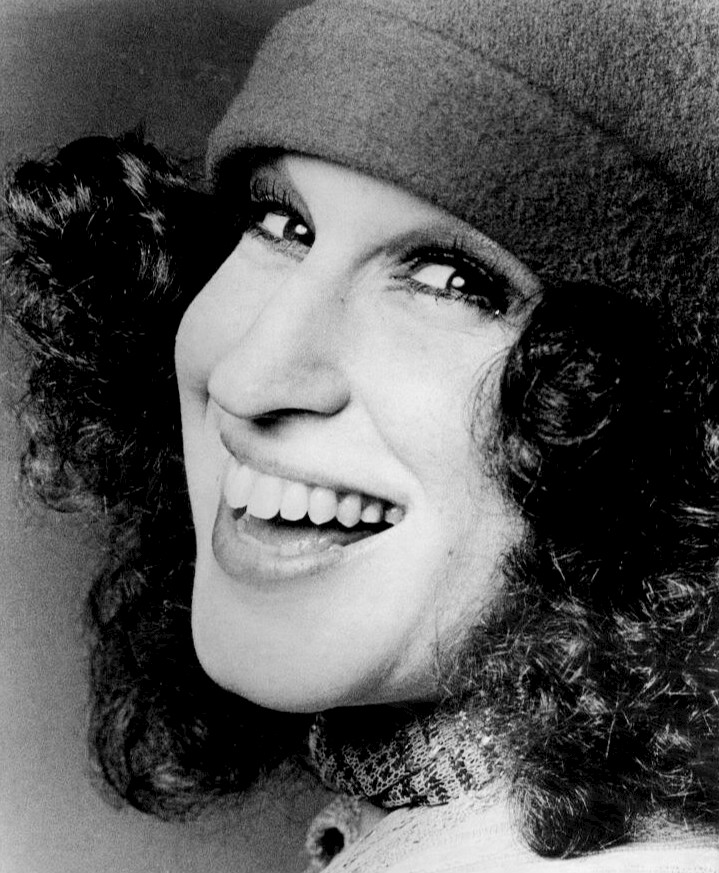
Imagen publicitaria de Midler (1973).

Tras culminar su temporada de funciones en Tommy, Midler lanzó su primer álbum de estudio, titulado The Divine Miss M, el cual fue producido por Barry Manilow, Joel Dorn y Geoffrey Haslam y publicado bajo el sello discográfico Atlantic. El mismo demostró ser exitoso, llegando al puesto 9 en Estados Unidos en la lista Billboard 200 de los discos más vendidos y siendo certificado como "disco de platino" por la Recording Industry Association of America. De este álbum salieron los sencillos «Do You Want To Dance?», «Friends» y «Boogie Woogie Bugle Boy», los cuales se posicionaron en el top 40 de la lista Billboard Hot 100. Por The Divine Miss M la cantante ganó el premio Grammy en la categoría de «Mejor artista novel».
Al año siguiente lanzó un álbum homónimo a su nombre, compuesto en su mayoría por versiones de canciones grabadas anteriormente por artistas como Bob Dylan y Glenn Miller. Esta producción llegó al sexto puesto del Billboard Hot 100 y fue certificado como por la RIAA como "disco de oro".
En 1974 recibió un premio Tony especial por protagonizar en Broadway el espectáculo Clams on the Half Shell Revue. Luego protagonizó varios programas especiales para la televisión, como The Bette Midler Show, emitido en 1976 por HBO, y Bette Midler:Ol' Red Hair is Back, emitido por NBC en 1977. Por Bette Midler:Ol' Red Hair is Back ganó un premio Primetime Emmy en la categoría de «Mejor programa especial de música, comedia o variedades». Paralelamente prestó su voz a la serie televisiva del canal PBS, Vegetable Soup (1975-1978), donde interpretó el papel de Woody, y realizó participaciones especiales en programas de entretenimiento como The Sonny & Cher Comedy Hour y Saturday Night Live.

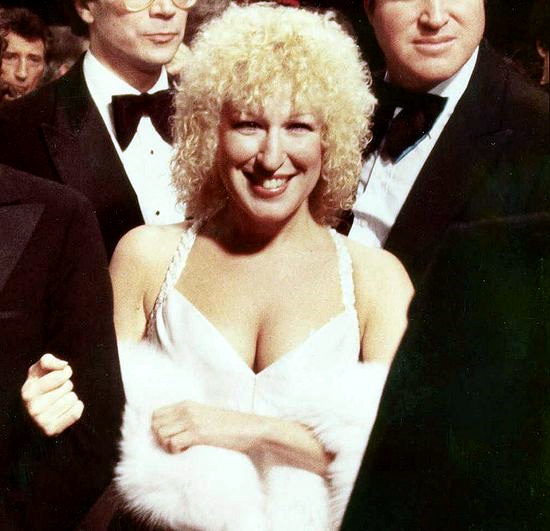
Bette Midler en el estreno de The Rose.

### 1978-1980:Broken Blossom,Thighs and WhispersyThe Rose
Midler debutó en el cine como actriz protagonista en 1979, en la película The Rose, con gran éxito de crítica y taquilla. Allí interpretó a una cantante de rock similar a Janis Joplin. El papel le trajo su primera nominación al premio Óscar en la categoría de «Mejor actriz». Posteriormente ganó dos Globo de Oro, en las categorías de «Nueva estrella del año - Actriz» y «Mejor actriz - Comedia o musical». La banda sonora de la película alcanzó el puesto número 12 de la lista Billboard 200, mientras que el sencillo "The Rose" llegó a los primeros puestos de las publicaciones Billboard Hot 100 y Adult Contemporary. Al año siguiente este tema musical la hizo acreedora del premio Grammy por «Mejor interpretación vocal pop femenina».
A mediados de 1980 se estrenó el largometraje dirigido por Michael Ritchie, Divine Madness, que documentaba una serie de conciertos que Midler brindó en 1979 en Pasadena, California. Posteriormente fue nuevamente nominada al Globo de Oro en la categoría de «Mejor actriz - Comedia o musical». Por su parte, al álbum en vivo homónimo a la película fue certificado por la RIAA como "disco de platino". 

### 1982-1986:No Frills, matrimonio y maternidad
Su siguiente película, Jinxed! (1982), recibió reseñas negativas y comercialmente no le fue bien. 
En el año 1982, durante la 54.ª edición de los Premios Óscar, Midler que presentó el galardón a la Mejor Canción, protagonizó comentarios extravagantes y, a la vez, muy divertidos sobre los nominados de esa categoría y sobre las canciones. Fue unos de los momentos más memorables de aquel año para ella, ya que pasó a ser Historia en los premios, demostrando su gran estilo como comediante.
Más tarde publicó su sexto álbum de estudio: No Frills (1983), que tuvo un gran éxito en las listas de Europa. Esta producción estuvo conformada en su mayoría por nuevas versiones de canciones de folk, rock y new wave combinado con un composición propia, «Come Back Jimmy Dean». Para su promoción se embarcó en una nueva gira de conciertos, De Tour (1983-1984). Luego decidió tomarse un receso en el ámbito musical hasta 1989, para poder dedicarse exclusivamente a la actuación a partir de 1986, año en el que volvió a al cine tras cuatro años de ausencia en la gran pantalla. Esto resultó ser muy positivo ya que en los años siguientes logró obtener dos nominaciones al Globo de Oro y establecerse como una taquillera actriz.

### 1986-1991: Contrato con Disney ySome People's Lives
En 1986, protagonizó dos películas: la comedia Ruthless people, dirigida por David Zucker y Jim Abrahams, junto con Judge Reinhold, Danny DeVito y Helen Slater; y la comedia de enredos Un loco suelto en Hollywood, dirigida por Paul Mazursky, donde recibió críticas positivas y donde compartió escena con Nick Nolte, Richard Dreyfuss, Tracy Nelson y Elizabeth Peña. Por esta última película fue nominada al Globo de Oro a la mejor actriz de comedia o musical. En 1987 coprotagonizó el filme del director Arthur Hiller, Increíble suerte, junto con Shelley Long. Bette prestó su voz a la película animada Oliver y su pandilla en 1989, para interpretar a Georgette, una presuntuosa caniche. En 1988 protagonizó la película Eternamente Amigas, que le supuso un gran éxito y donde interpretaba la canción "Wind Beneath My Wings", uno de los éxitos más grandes de su carrera musical y con la que obtuvo el Grammy en 1990 en la categoría "Grabación del año".

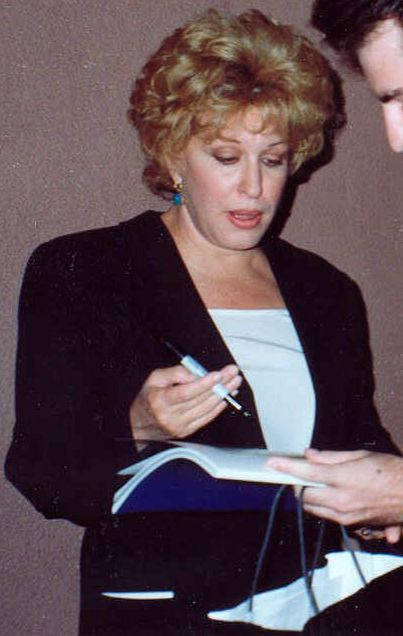
Bette Midler firmando autógrafos en la ciudad de Los Ángeles, California.

En 1990, Midler lanzó al mercado su primer álbum de estudio en siete años, titulado Some People's Lives. Esta producción demostró ser todo un éxito comercial, vendiendo más de dos millones de copias y ocupando los puestos número seis y cinco de las listas de éxitos Billboard 200 y UK Albums Chart, respectivamente.
En 1991 consiguió un nuevo Grammy con la canción "From a Distance" de su álbum Some People's Lives.

### 1992-1999:For the Boys,Gypsy,Bette of RosesyBathhouse Betty
En 1991 apareció junto con James Caan y George Segal en la película musical For the Boys, dirigida por Mark Rydell. El papel le trajo su segunda nominación al Óscar en la categoría de mejor actriz y ganó el Globo de Oro como mejor actriz de comedia o musical. 
En 1992, realizó una participación especial en el programa The Tonight Show. En esta ocasión le cantó una canción de despedida a Johnny Carson, el anfitrión, quien abandonaba ese día el popular ciclo televisivo. En 1993 protagonizó la película para televisión Gypsy, bajo la dirección de Emile Ardolino, junto con Cynthia Gibb y Peter Riegert. El telefilme estuvo basado en el musical homónimo de Broadway. Por su trabajo en esta producción ganó un Globo de Oro en la categoría de «Anexo:Globo de Oro a la mejor actriz de miniserie o telefilme» y también fue nominada para un Emmy por «Mejor actriz - Miniserie o telefilme». 
Este mismo año se estrenó la película de Disney Hocus Pocus, siendo dirigida por Kenny Ortega y en la que compartió protagonismo junto a Sarah Jessica Parker y Kathy Najimy como tres hermanas brujas. En la misma Bette mostraba una vez más su facilidad para la comedia ligera y divertida, esta vez para un público familiar. 
En 1995 la cantante lanzó al mercado el álbum Bette of Roses, que contenía géneros folk, soft rock y country. Se trató del último disco suyo publicado por Atlantic Records y en él se destacan las participaciones de Arif Mardin, Marc Mann, Robbie Buchanan, Robbie Kondor, Steve Skinner y Bonnie Hayes. El álbum resultó ser un gran éxito comercial, siendo certificado como "disco de platino" por la RIAA.
En 1996 apareció junto con Goldie Hawn y Diane Keaton en la película cómica The First Wives Club (El club de las primeras esposas), que obtuvo un rotundo éxito de taquilla. En 1999 protagoniza That Old Feeling (en español titulada Ese loco sentimiento) junto a Dennis Farina, dirigida por Carl Reiner. En 1999, hizo una aparición como presentadora de un segmento de Fantasía 2000 de Disney.

### 2000-2005:Bette, serie de televisión, álbumes tributo y Kiss My Brass tour
En el año 2000, Midler actuó en tres películas: la comedia What Women Want, donde realizó una aparición no acreditada y compartió escena con Mel Gibson y Helen Hunt; la película biográfica Isn't She Great, junto a Nathan Lane, Stockard Channing y David Hyde Pierce; y por último el filme de género fantástico Drowning Mona, dirigida por Nick Gómez, junto con Danny DeVito, Neve Campbell y Jamie Lee Curtis. Los largometrajes Isn't She Great y Drowning Mona recibieron críticas negativas de diversas fuentes y comercialmente no les fue bien.
Entre 2000 y 2001, Midler protagonizó la comedia de situación Bette, donde aparecieron estrellas como Oprah Winfrey, Dolly Parton, Danny DeVito, George Segal, Brenda Song, Tim Curry, David James Elliott, Olivia Newton-John, Lindsay Lohan y Jon Lovitz. Inicialmente la serie tuvo altos índices de audiencia, pero a mitad de temporada el número de telespectadores disminuyó de modo tal que la cadena CBS la sacó la programación. Por su trabajo en este programa fue nominada al premio Globo de Oro como «Mejor actriz de serie de televisión - Comedia o musical» y ganó el galardón People's Choice como «Intérprete favorita de una nueva serie de televisión». Paralelamente publicó al mercado un infructuoso álbum de estudio bajo el mismo nombre de la comedia.
En 2003 firmó un contrato con Columbia Records para lanzar un álbum de estudio tributo a Rosemary Clooney titulado Bette Midler Sings the Rosemary Clooney Songbook, con gran éxito de ventas en Estados Unidos. El álbum ocupó el puesto 14 del Billboard 200 e incluyó el sencillo «White Christmas», que se ubicó en el top 20 de la lista Adult Contemporany. Posteriormente fue certificado como "disco de oro" por la Recording Industry Association of America. Para su promoción se embarcó en la gira Kiss My Brass, con la que visitó algunas ciudades estadounidenses y australianas. Más tarde lanzó un nuevo álbum tributo; esta vez para homenajear a Peggy Lee con una producción titulada Bette Midler Sings the Peggy Lee Songbook (2005), con gran éxito de ventas en los mercados estadounidense y europeo. El álbum se posicionó en los primeros puestos de las listas de éxitos Billboard 200, Swedish Album Chart y UK Albums Chart. Su único sencillo, «Fever», se ubicó en el top 20 de la lista estadounidense de canciones de género dance Hot Dance Club Songs.

### 2006-2014:Cool Yule, espectáculo en Las Vegas eIt's the Girls

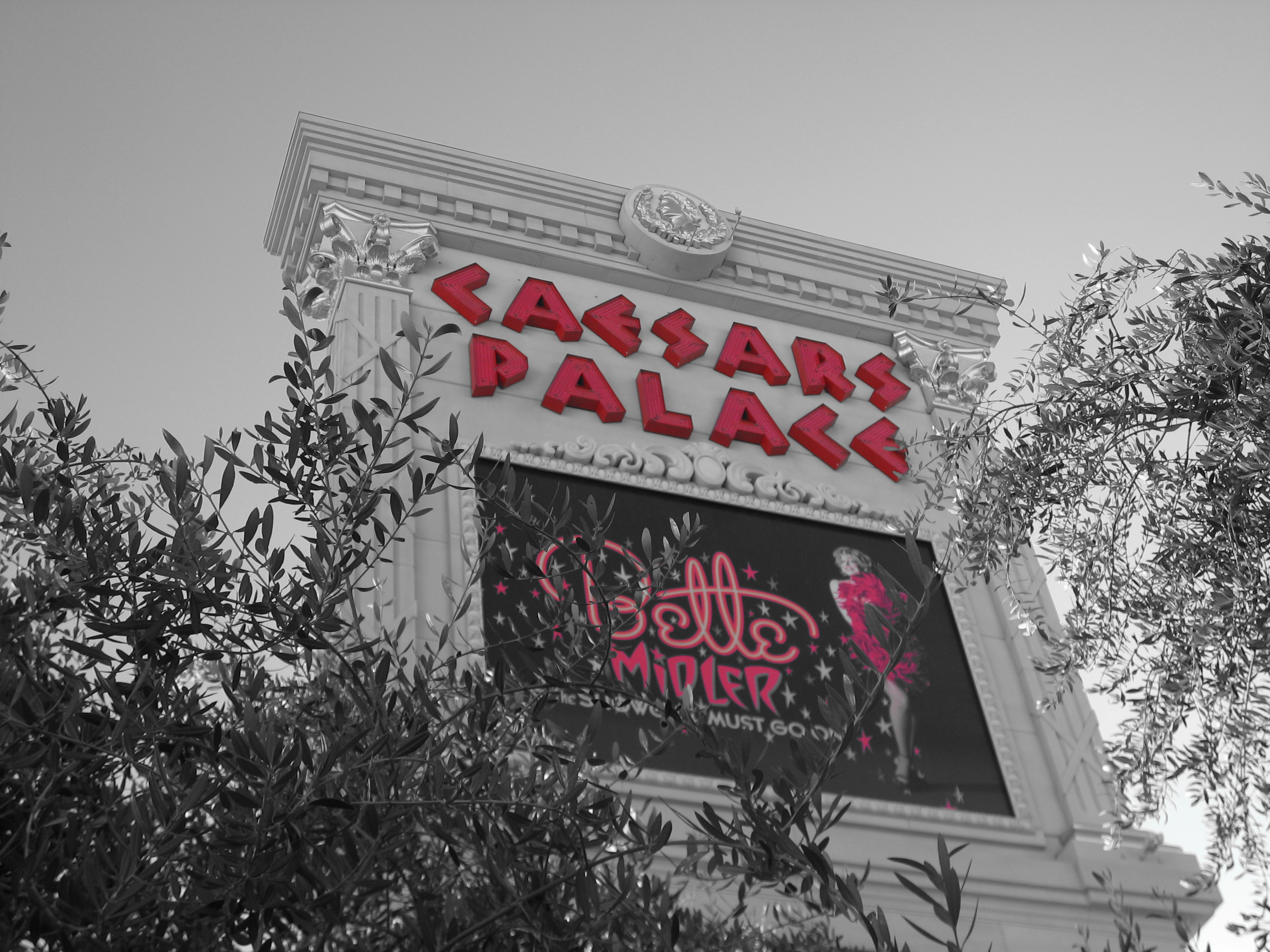
Imagen publicitaria del show The Showgirl Must Go On en el Caesar's Palace.

A finales de 2006 publicó un álbum de temática navideña llamado Cool Yule, el cual recibió buenas reseñas por parte de los críticos y fue nominado al premio Grammy por «Mejor álbum de pop tradicional». Esta producción llegó al top 40 de las listas de éxitos Billboard Top Holiday Albums, Billboard Digital Albums y Billboard 200. Al año siguiente salió a la venta la recopilación Jackpot: The Best Bette, que fue un gran éxito en el mercado anglosajón.
En Reino Unido llegó al sexto puesto de la lista de los álbumes más vendidos, UK Albums Chart; mientras que en Estados Unidos vendió más de 300.000 copias y fue certificado como "disco de platino" por RIAA. 
A finales de 2007 firmó un contrato para hacer una serie de presentaciones en el Caesar's Palace de Las Vegas, este espectáculo llevó el nombre de Bette Midler: The Showgirl Must Go On, que incluían 200 actuaciones durante tres años. Los conciertos, iniciados el 20 de febrero de 2008, fueron un repaso de toda su discografía. El show también contó con las participaciones especiales de sus colegas Elton John y Cher.
En noviembre de 2014 sale a la venta su nuevo Álbum de estudio titulado It's the Girls, producido por su amigo, fan y colaborador habitual Marc Shaiman y por Scott Wittman. En este trabajo, Bette graba canciones de sus grupos femeninos favoritos de todos los tiempos, abarcando el periodo que va desde los años 30 hasta llegar a los años 90, tales como The Andrews Sisters, The Supremes, The Ronettes, TLC, etc. a quienes rinde tributo con su voz.

### 2022: Hocus Pocus 2
Después de 29 años de haberse estrenado la primera parte, el 30 de septiembre de 2022 se estrenó la secuela "Hocus Pocus 2" en la plataforma Disney+. La actriz fue acompañada por Sarah Jessica Parker y Kathy Najimy.

## Trabajos caritativos
Desde los años 1990 Midler se ha involucrado profundamente en actividades benéficas y de ayuda, desde la lucha contra el sida hasta programas para combatir el analfabetismo de adultos en países pobres. 
También ha participado en iniciativas para preservar las selvas forestales, por lo que en 1997 fue distinguida por el Programa del Medio Ambiente de las Naciones Unidas. Desde principios de los 90 ella lidera el New York Restauration Proyect, en Nueva York, que se dedica a la limpieza y restauración de lugares públicos de Nueva York, como parques y embarcaderos. Su palabra favorita es "tree" (árbol). Desde hace un año y por una década, el proyecto que lleva entre manos es la plantación de un millón de árboles.

## Vida personal
Midler se casó con Martin Rochus Sebastian von Haselberg, el 16 de diciembre de 1984, en una capilla de la ciudad de Las Vegas. Dos años después se convirtieron en padres de Sophie, la única hija del matrimonio, físicamente muy parecida a su madre.

## Filmografía

### Cine
| Año  | Título                                   | Personaje                     | Observaciones |
| ---- | ---------------------------------------- | ----------------------------- | --- |
| 1966 | Hawaii                                   | Pasajera                      | Participa como extra. |
| 1979 | The Rose                                 | Mary Rose Foster              | - Nominada al Premio Óscar a la Mejor actriz - Ganadora del Premio Globo de Oro a la Mejor Actriz - Comedia o musical y a la Nueva estrella del año - Actriz - Nominada al Premio BAFTA a la Mejor actriz |
| 1980 | Divine Madness (película de concierto)   | Ella misma/ The Divine Miss M | - Nominada al Premio Globo de Oro a la Mejor Actriz - Comedia o musical |
| 1982 | Jinxed!                                  | Bonita Friml                  | |
| 1986 | Down and Out in Beverly Hills            | Barbara Whiteman              | - Nominada al Premio Globo de Oro a la Mejor Actriz - Comedia o musical |
| 1986 | Por favor, maten a mi mujer              | Barbara Stone                 | |
| 1987 | Outrageous Fortune                       | Sandy Brozinsky               | - Nominada al Premio Globo de Oro a la Mejor Actriz - Comedia o musical |
| 1988 | Big Business                             | Sadie Shelton/Sadie Ratliff   | |
| 1988 | Oliver y su pandilla                     | Georgette (voz)               | |
| 1988 | Eternamente Amigas                       | C.C. Bloom                    | |
| 1990 | Stella                                   | Stella Claire                 | - Nominada a los Premios Razzie a la Peor actriz |
| 1991 | For the Boys                             | Dixie Leonard                 | - Nominada a los Premios Óscar a la Mejor actriz - Ganadora del Premio Globo de Oro a la Mejor Actriz - Comedia o musical                                                                                 |
| 1991 | Scenes from a Mall                       | Deborah Fifer                 | |
| 1993 | Hocus Pocus                              | Winifred 'Winnie' Sanderson   | - Nominada a los Premios Saturn a la Mejor actriz |
| 1995 | Get Shorty                               | Doris Saphron                 | |
| 1996 | The First Wives Club                     | Brenda Cushman                | - Nominada a los Premios Satellite a la Mejor actriz - Musical o Comedia |
| 1997 | That Old Feeling                         | Lilly Leonard                 | |
| 1999 | Fantasía 2000                            | Ella misma (voz)              | |
| 2000 | Drowning Mona                            | Mona Dearly                   | |
| 2000 | Isn't She Great                          | Jacqueline Susann             | - Nominada a los Premios Razzie a la Peor actriz |
| 2000 | What Women Want                          | Dra. Perkins                  | |
| 2004 | The Stepford Wives                       | Bobbie Markowitz              | |
| 2007 | Then She Found Me                        | Bernice Graves                | |
| 2008 | The Women                                | Leah Miller                   | |
| 2010 | Cats & Dogs: The Revenge of Kitty Galore | Kitty Galore                  | |
| 2012 | Parental guidance                        | Diane Decker                  | |
| 2017 | Freak Show                               | Muv                           | |
| 2019 | The Addams Family                        | Abuela Addams (voz)           | |
| 2020 | The Glorias                              | Bella Abzug                   | |
| 2022 | Hocus Pocus 2                            | Winifred 'Winnie' Sanderson   | Personifica a Winnie 29 años después de la primera vez |
| 2023 | Sitting in Bars with Cake                | Benita                        | |

### Televisión
| Año       | Película              | Papel            | Notas |
| --------- | --------------------- | ---------------- | --- |
| 1976      | Vegetable Soup        | Woody (voz)      | |
| 1976      | The Bette Midler Show | Ella misma       | |
| 1977      | Ol' Red Hair is Back  | Ella misma       | - Ganó el Premio Emmy al mejor programa especial de múscica, comedia o variedades - Nominada al Premio Emmy al mejor guion de un especial de comedia, música o variedades          |
| 1984      | Art Or Bust           | Ella misma       | |
| 1990      | Earth Day Special     | Madre Naturaleza | |
| 1993      | The Simpsons          | Ella misma (voz) | - Episodio: "Krusty Gets Kancelled" |
| 1997      | Diva Las Vegas        | Ella misma       | - Ganó el Premio Emmy a la mejor actuación individual en un programa musical o de variedades - Nominada al Premio Emmy al mejor programa especial de múscica, comedia o variedades |
| 1997      | The Nanny             | Ella misma       | - Episodio: "You Bette Your Life" |
| 1995      | Seinfeld              | Ella misma       | - Episodio: "The Understudy" |
| 1999      | Jackie's Back         | Ella misma       | |
| 2000-2001 | Bette                 | Bette            | - Nominada al Globo de Oro a la mejor actriz de serie de televisión - Comedia o musical                                                                                            |
| 2009      | Loose Women           | Ella misma       | |
| 2009      | Dancing On Ice        | Ella misma       | |
| 2019      | The Politician        | Hadassah Gold    | |

## Discografía

### Álbumes de estudio y Bandas Sonoras
| - 1972: The Divine Miss M - 1973: Bette Midler - 1976: Songs for the New Depression - 1977: Broken Blossom - 1979: Thighs and Whispers - 1979: The Rose - 1980: Divine Madness - 1983: No Frills - 1988: Beaches | - 1990: Some People's Lives - 1991: For The Boys - 1993: Gypsy - 1995: Bette of Roses - 1998: Bathhouse Betty - 2000: Bette - 2003: Sings the Rosemary Clooney Songbook - 2005: Sings the Peggy Lee Songbook - 2006: Cool Yule - 2014: It's the Girls - 2017: Hello, Dolly! |

### Álbumes recopilatorios
- 1978: The Best of Bette
- 1981: The Best of Bette
- 1987: Just Hits
- 1993: Experience the Divine: Greatest Hits
- 2008: Jackpot! The Best Bette
- 2010: Memories Of You